# 伊薩卡槍械公司
伊萨卡枪械公司 (英语：Ithaca Gun Company)是一家散彈槍和步枪制造商，最初于1880年在纽约州伊萨卡成立。

## 历史
多年来，伊萨卡制造了大量枪支，其中最著名的是伊萨卡Flues 双管霰弹枪和伊薩卡37泵動式霰彈槍。 

### 生产
伊萨卡因利用雷明登武器公司拥有的过期专利制造枪支而闻名。他们还从其他枪械设计师那里购买了专利。 1895 年， Emil Flues获得了第 546,516 号专利，这是一款每管只有三个活动部件的双管猎枪。伊萨卡于 1907 年购买了该专利，并升级了设计以实现大规模生产。 Flues 设计的伊萨卡双管枪成为美国有史以来最畅销的双管枪，1908 年至 1926 年间生产了超过 223,000 支，伊萨卡有效地将雷明顿赶出了双管枪市场。 
伊萨卡还在二战期间为美国军队生产了M1911手槍，在朝鲜战争期间为美国军队生产了M3黄油枪。其 12 号霰弹枪是洛杉矶警察局和纽约市警察局使用的标准猎枪，并于 20 世纪 80 年代初出售给泰國皇家陸軍，用于武装民兵对抗共产主义叛乱分子。 它的猎枪以其精美的装饰作品而闻名，通常是水禽或猎犬。  1989 年，雷明顿公司从伊萨卡购买了Mag-10霰弹枪的设计，并将其生产为SP-10 。

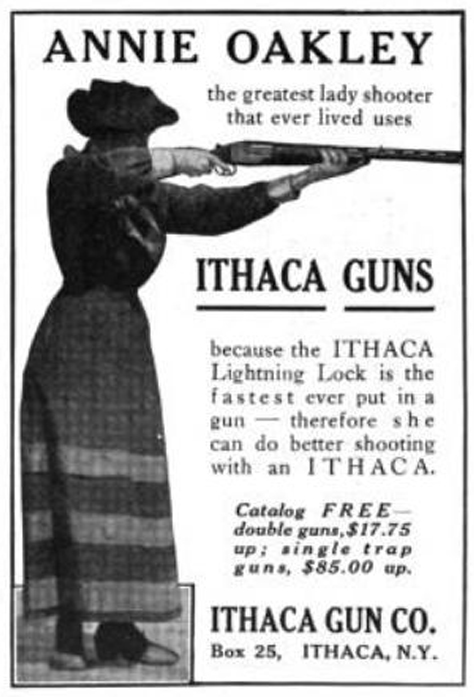
伊萨卡枪械公司 - 安妮·奥克利枪，1916 年

1877 年左右，莱曼·科尼利厄斯 (Lyman Cornelius)和勒罗伊·史密斯 (Leroy Smith) 兄弟与威廉·亨利·贝克 (William Henry Baker) 一起经商。他们将生产双管和三管猎枪的WH Baker 公司从纽约莱尔中心搬到了锡拉丘兹。  1883年，贝克和勒罗伊·史密斯离开公司，搬到伊萨卡，并与几位合伙人成立了最初的伊萨卡枪械公司。 该公司负责汤普金斯县的大部分早期工业，特别是在第一次世界大战和第二次世界大战期间，  ，其赞助人包括约翰·菲利普·苏沙 (John Philip Sousa) 、安妮·奥克利 ( Annie Oakley ) 和阿尔弗雷德·李·卢米斯 ( Alfred Lee Loomis )  当时苏萨担任美国飞碟射手协会主席，伊萨卡枪支公司以他的名字命名了一款霰弹枪，即苏萨级。安妮·奥克利 (Annie Oakley) 在比赛和表演赛拍摄中使用了伊萨卡·福鲁斯 (Ithaca Flues) 模特。 1917 年，阿尔弗雷德·卢米斯 (Alfred Loomis) 和他的姐夫购买了希尔顿黑德岛 (Hilton Head Island) 17,000 英亩（69 平方公里）的土地，将其建立为私人狩猎保护区，并购买了伊萨卡猎枪供客人使用。德怀特·D·艾森豪威尔和乔治·C·马歇尔也拥有伊萨卡双管猎枪。 

### Lefever guns公司
Lefever Arms Company （1883-1916 年）是纽约州锡拉丘兹的一家枪支制造商，由美国枪支制造商Daniel Myron LeFever （1835-1906 年）创立，俗称“丹·LeFever 叔叔”。他最为人所知的是无击锤霰弹枪的发明者，该枪于 1878 年首次推出。该公司一直从事枪支制造业务，直到 1916 年并入纽约伊萨卡的伊萨卡枪支公司，该公司继续生产 LeFever 枪支直到 1921 年尽管 Dan LeFever 设计的 LeFever Sidelock 型号的生产结束了，但伊萨卡枪械公司继续在Boxlock 动作双管和单管枪上使用 LeFever 名称，直到 1941 年

### 福尔溪
最初的工厂位于该市的Fall Creek社区，位于后来被称为Gun Hill的斜坡上，附近的瀑布为工厂提供了主要能源。在后来的几年里，该公司因福尔克里克的环境污染（尤其是铅污染）而受到批评，这导致了超级基金的修复工作。多年来，由于修复成本高昂以及社区对建设方案的反对，拆除废弃工厂和重新开发土地的各种计划均以失败告终。该工厂于2006年3月被废弃，只剩下烟囱。该地块已拟建公寓项目。 尽管在 2002 年至 2004 年间花费了 480 万美元运输了 6000 吨铅污染材料，  2015 年仍然需要在超级基金场地进行更多清理工作

### 重组
该公司一直由史密斯家族控制，直到1967年被出售给科罗拉多州的Jerry Baldritch & Asso. 公司，该公司后来在收购 10X Clothing、Atlantic Dinghy 和 American Fiberglass 后更名为 General Recreation, Inc.，并于1971年左右在纽约证券交易所公开发行股票。 General Recreation 在20世纪70年代末遇到财务问题，出售了除 Ithaca Gun 之外的所有子公司。在尝试将制造转移到科罗拉多州失败后，该公司于1978年12月根据美国破产法第11章申请重组，并于12月20日关闭了工厂几个月。  General Recreation于1985年9月第二次申请破产。 
1987 年，新所有者 Ithaca Acquisition, Inc. 将制造业务迁至纽约州金费里 (King Ferry)。2005年，它从卡尤加縣获得了 150,000 美元的开发贷款， 并于当年 5 月搬到了奥本的更大设施。 在无法促进奥本的制造工厂运营后，业主将伊萨卡的所有资产、商标和制造权出售给俄亥俄州上桑达斯基的马歇尔家族。实物被转移到 Floyd Marshall 拥有 30 多年历史的工具和模具车间，所有打印、程序和加工都被转换为 CNC 机床。由于无法为初创企业转型获得州或地方融资援助，马歇尔夫妇被迫出售该公司。 Dave Dlubak于2007 年6月收购了该公司，并继续在俄亥俄州上桑德斯基运营。

## 延伸阅读
- 施奈德，沃尔特·克劳德。伊萨卡枪支公司：从起源到现在。纽约州斯宾塞波特：Cook 和 Uline Pub，1991 年。ISBN 0962946907